# The Voice of Frank Sinatra
| 전문가 평가 | 전문가 평가 |
| 평가 점수   | 평가 점수   |
| 출처        | 점수        |
| ----------- | ----------- |
| Allmusic    | [ 1 ]       |

《The Voice of Frank Sinatra》는 1946년 3월 4일 컬럼비아 레코드 카탈로그 C-112에 발표된 미국의 가수 프랭크 시나트라의 첫 번째 정규 음반이다. 이 음반은 컬럼비아 78 카탈로그 번호 36918, 36919, 36920, 36921을 부여한 총 8곡의 78rpm 레코드 4장으로 처음 발행되었다. 그 음반은 이제 막 시작한 《빌보드》 차트에서 1위에 올랐다. 그것은 1946년에 7주 동안 상위권에 머물렀고, 총 18주를 차트에서 보냈다. 이 음반 차트는 1948년 8월까지 5위 안에 들었다. 표시된 커버는 콤팩트 디스크 재발행에도 사용되는 오리지널 78rpm 발매 커버이다.

## 배경
트랙은 악셀 스토달과 그의 오케스트라가 편곡하고 지휘했으며, 현악 4중주와 4피스 리듬 섹션으로 구성되며, 7월에는 플루트 연주자 존 메이휴가, 그리고 1950년대 초 컬럼비아에서 시나트라와 함께 연주했던 부분을 고려해 볼 때, 12월에는 오보에 연주자 미치 밀러가 맡았다. 시나트라는 그의 경력 후반기에 이 노래들의 대부분을 다시 녹음했다.
일부 비평가들은 《The Voice of Frank Sinatra》가 첫 번째 콘셉트 음반이라고 주장했다. 그러나 1939년부터 가수 리 와일리는 1956년 노먼 그란츠와 엘라 피츠제럴드가 만든 《The Complete Ella Fitzgerald Song Books》 세트의 선구자인 콜 포터를 예로 들며 싱글 작가인 콜 포터의 노래에 전념하는 78장의 음반을 발매하기 시작했다. 비록 시나트라가 《The Voice of Frank Sinatra》와 함께 특정한 발매에서 이 곡들을 하나로 묶는 공통의 분위기, 주제 또는 악기를 가지는 그의 연습을 시작했지만, 이것들은 대략 콘셉트 음반라고 칭할 수 있다.
또한 컬럼비아가 1948년에 장시간 음반을 초연했을 때 33ppm의 첫 번째 팝 음반 카탈로그 품목이라는 명성을 가지고 있다. 10인치와 12인치 포맷의 클래식 음악은 팝에만 10인치이다. 《The Voice of Frank Sinatra》는 1948년 10인치 LP, 카탈로그 번호 CL 6001로 재발매되었으며, 1978년의 오리지널 음반 순서에서 런닝 순서가 변경되었다. 이후 1952년에 카탈로그 번호 B-112와 함께 45rpm EP 두 장, 1955년에 CL-743과 함께 오리지널 트랙 5곡만 포함된 12인치 LP, 2003년에 추가 트랙이 있는 콤팩트 디스크로 출시되었다.

## 곡 목록

### 10인치 LP 발매
| #  | 제목                         | 작사·작곡                           | 재생 시간 |
| -- | ---------------------------- | ----------------------------------- | --------- |
| 1. | 〈You Go to My Head〉        | 헤이븐 길레스피, J. 프레드 쿠츠     | 3:00      |
| 2. | 〈Someone to Watch Over Me〉 | 조지 거슈윈, 아이라 거슈윈          | 3:18      |
| 3. | 〈These Foolish Things〉     | 홀트 마벨, 잭 스트레이시, 해리 링크 | 3:08      |
| 4. | 〈Why Shouldn't I?〉         | 콜 포터                             | 2:53      |

| #  | 제목                                           | 작사·작곡                                  | 재생 시간 |
| -- | ---------------------------------------------- | ------------------------------------------ | --------- |
| 1. | 〈I Don't Know Why〉                           | 로이 터크, 프레드 알러트                   | 2:46      |
| 2. | 〈Try a Little Tenderness〉                    | 해리 M. 우즈, 제임스 캠벨, 레지널드 코넬리 | 3:08      |
| 3. | 〈I Don't Stand a Ghost of a Chance with You〉 | 빙 크로스비, 네드 워싱턴, 빅터 영          | 3:11      |
| 4. | 〈Paradise〉                                   | 나시오 허브 브라운, 고든 클리포드          | 2:37      |

### 1955년 곡 목록
| #  | 제목                                               | 작사·작곡                | 재생 시간 |
| -- | -------------------------------------------------- | ------------------------ | --------- |
| 1. | 〈I Don't Know Why (I Just Do)〉                   | 터크, 알러트             | 2:43      |
| 2. | 〈Try a Little Tenderness〉                        | 우즈, 캠벨, 코넬리       | 3:03      |
| 3. | 〈(I Don't Stand) A Ghost of A Chance (with You)〉 | 크로스비, 워싱턴, 영     | 3:16      |
| 4. | 〈Paradise〉                                       | 브라운, 클리포드         | 2:41      |
| 5. | 〈These Foolish Things (Remind Me of You)〉        | 마벨, 스트레이시, 링크   | 3:15      |
| 6. | 〈Laura〉                                          | 조니 머서, 데이비드 락신 | 3:17      |

| #  | 제목                                           | 작사·작곡                  | 재생 시간 |
| -- | ---------------------------------------------- | -------------------------- | --------- |
| 1. | 〈She's Funny That Way〉                       | 닐 모렛, 리처드 A. 휘팅    | 3:25      |
| 2. | 〈Fools Rush In (Where Angels Fear to Tread)〉 | 머서, 루브 블룸            | 3:04      |
| 3. | 〈Over the Rainbow〉                           | 입 하버그, 해럴드 알렌     | 3:20      |
| 4. | 〈That Old Black Magic〉                       | 머서, 알렌                 | 2:37      |
| 5. | 〈Spring Is Here〉                             | 리처드 로저스, 로렌츠 하트 | 2:42      |
| 6. | 〈Lover〉                                      | 로저스, 하트               | 2:39      |